# Liste der Baudenkmäler in Obing
Auf dieser Seite sind die Baudenkmäler in der oberbayerischen Gemeinde Obing zusammengestellt. Diese Tabelle ist eine Teilliste der Liste der Baudenkmäler in Bayern. Grundlage ist die Bayerische Denkmalliste, die auf Basis des Bayerischen Denkmalschutzgesetzes vom 1. Oktober 1973 erstmals erstellt wurde und seither durch das Bayerische Landesamt für Denkmalpflege geführt wird. Die folgenden Angaben ersetzen nicht die rechtsverbindliche Auskunft der Denkmalschutzbehörde.

## Baudenkmäler nach Ortsteilen

### Obing
| Lage                                | Objekt                                       | Beschreibung | Akten-Nr.     | Bild                                         |
| ----------------------------------- | -------------------------------------------- | --- | ------------- | -------------------------------------------- |
| Ameranger Straße 2 (Standort)       | Ehemaliges Handwerkeranwesen                 | Wohnhaus, zweigeschossiger Satteldachbau mit Quergiebel-Risalit und Putzbänderung, rückwärts angeschlossen kleiner Wirtschaftsteil, erbaut 1873/74; Zuhaus mit Werkstatt, umlaufendem Balkon und vorkragendem Satteldach, wohl gleichzeitig.                                        | D-1-89-133-69 | Ehemaliges Handwerkeranwesen                 |
| Ameranger Straße 12 (Standort)      | Bundwerk am Wirtschaftsteil des Bauernhauses | nach 1860 | D-1-89-133-2  | Bundwerk am Wirtschaftsteil des Bauernhauses |
| Bahnhofstraße 19 (Standort)         | Ehemaliger Bahnhof Obing                     | Als Stationsgebäude der Lokalbahn Bad Endorf-Obing 1908 errichtet; erdgeschossiger Satteldachbau, Empfangsgebäude mit Schalterhalle und Warteraum, verputzter Holzständerbau, angeschlossener Güterschuppen mit übergiebelter Laderampe, in Formen des alpenländischen Heimatstils. | D-1-89-133-75 | weitere Bilder                               |
| Kienberger Straße 2 (Standort)      | Friedhofskapelle                             | neugotisch, 1870; mit Ausstattung | D-1-89-133-70 | weitere Bilder                               |
| Kienberger Straße 4 (Standort)      | Katholische Pfarrkirche St. Laurentius       | spätgotische, dreischiffige Hallenkirche, geweiht 1491, Erweiterung des Langhauses 186871; mit Ausstattung | D-1-89-133-1  | weitere Bilder                               |
| Kienberger Straße 12 (Standort)     | Wappentafel                                  | Am sogenannten Herrenhaus Wappentafel des Klosters Seeon, bezeichnet 1769. | D-1-89-133-3  | BW                                           |
| Nähe Kienberger Straße (Standort)   | Pestsäule                                    | bezeichnet 1644; neben der sogenannten Festjahrskapelle neu aufgestellt. | D-1-89-133-4  | Pestsäule                                    |
| Oberholz (Standort)                 | Pestkapelle                                  | erbaut 1860 in Erinnerung an den Pestfriedhof von 1635; im Wald, nahe der alten Straße nach Pittenhart. | D-1-89-133-8  | BW                                           |
| Wasserburger Straße 1 (Standort)    | Gasthaus zur Post                            | sehr stattlicher, lang gestreckter Satteldachbau aus unverputztem Natursteinmauerwerk mit Ziegelgliederungen, mit mehrschiffiger Gewölbeanlage im westlichen Teil, erbaut um 1900.                                                                                                  | D-1-89-133-71 | Gasthaus zur Post                            |
| Wasserburger Straße 14 (Standort)   | Ehemaliges Bauernhaus                        | Wohnteil mit Blockbau-Obergeschoss und Hochlaube, Anfang 19. Jahrhundert (Südseite stark verändert). | D-1-89-133-5  | BW                                           |
| Wasserburger Straße 18 (Standort)   | Villenartiges Wohnhaus                       | zweigeschossiger Satteldachbau mit Putzgliederung und hölzernem Eingangsvorbau mit Quergiebel, Ende 19. Jahrhundert | D-1-89-133-6  | Villenartiges Wohnhaus                       |
| Wasserburger Straße 23 a (Standort) | Bundwerk am Wirtschaftsteil des Bauernhauses | Mitte 19. Jahrhundert | D-1-89-133-7  | BW                                           |

### Albertaich
| Lage                    | Objekt                                          | Beschreibung | Akten-Nr.     | Bild           |
| ----------------------- | ----------------------------------------------- | --- | ------------- | -------------- |
| Albertaich 9 (Standort) | Katholische Filialkirche St. Jakobus der Ältere | spätgotischer Saalbau mit Westturm, wohl Mitte 15. Jahrhundert, barocker Ausbau um 1670, Turmkuppel 18. Jahrhundert; mit Ausstattung | D-1-89-133-9  | weitere Bilder |
| Flur Wolfegg (Standort) | sogenannte Reiterkapelle                        | um 1880; mit Ausstattung; im Wald in Richtung Attenberg.                                                                             | D-1-89-133-10 | BW             |

### Bernhaiming
| Lage                                    | Objekt             | Beschreibung                                         | Akten-Nr.     | Bild |
| --------------------------------------- | ------------------ | ---------------------------------------------------- | ------------- | ---- |
| Bernhaiming 1; Bernhaiming 2 (Standort) | Pestsäule          | bezeichnet 1718; an der Straße Obing–Kienberg.       | D-1-89-133-12 | BW   |
| Bernhaiming 1; Bernhaiming 2 (Standort) | Zugehöriger Stadel | Bundwerk an der Südseite, nach Mitte 19. Jahrhundert | D-1-89-133-11 | BW   |

### Diepertsham
| Lage                     | Objekt                     | Beschreibung | Akten-Nr.     | Bild |
| ------------------------ | -------------------------- | ------------ | ------------- | ---- |
| Diepertsham 3 (Standort) | Zugehöriger Bundwerkstadel | wohl 1833    | D-1-89-133-13 | BW   |

### Diepoldsberg
| Lage                      | Objekt                               | Beschreibung | Akten-Nr.     | Bild    |
| ------------------------- | ------------------------------------ | --- | ------------- | ------- |
| Diepoldsberg 4 (Standort) | Kapelle                              | mit Zeltdach, bezeichnet 1696; mit Ausstattung; nahe der Attenberger Straße.                                         | D-1-89-133-16 | Kapelle |
| Diepoldsberg 8 (Standort) | Katholische Filialkirche St. Ägidius | einschiffiger spätgotischer Bau mit leicht eingezogenem Chor und Südturm, um 1430, Turmoberbau 1864; mit Ausstattung | D-1-89-133-14 | BW      |
| Diepoldsberg 9 (Standort) | Wohnteil des Bauernhauses            | mit Blockbau-Obergeschoss, bezeichnet 1737.                                                                          | D-1-89-133-15 | BW      |

### Erlach
| Lage                | Objekt             | Beschreibung | Akten-Nr.     | Bild |
| ------------------- | ------------------ | --- | ------------- | ---- |
| Erlach 1 (Standort) | Parallelhof-Anlage | Wohnstallhaus, 1. Drittel 19. Jahrhundert, wohl mit älterem Kern; Bundwerkstadel, 1840er Jahre; frei stehender, zweigeschossiger Getreidekasten, wohl 18. Jahrhundert | D-1-89-133-17 | BW   |
| Erlach 1 (Standort) | Bildstock          | Steinpfeiler mit Bildnischen, bezeichnet 1767 (?). | D-1-89-133-73 | BW   |

### Frabertsham
| Lage                            | Objekt                                                  | Beschreibung | Akten-Nr.     | Bild                                                    |
| ------------------------------- | ------------------------------------------------------- | --- | ------------- | ------------------------------------------------------- |
| Hauptstraße 6 (Standort)        | Ehemaliger Adelssitz                                    | Seit dem frühen 17. Jahrhundert Poststation, Gasthaus seit Mitte 18. Jahrhundert, mächtiger dreigeschossiger Walmdachbau mit Kniestock und Giebeln, im Kern 16. Jahrhundert, an Wappenstein bezeichnet 1614, Verbindungsbau zum Nebengebäude, um 1845, Umbau um 1882; ehemaliges Wohn- und Stallgebäude, zweigeschossiger massiver Satteldachbau, um 1845, im Kern älter, Obergeschoss zum Festsaal ausgebaut, um 1937. | D-1-89-133-74 | Ehemaliger Adelssitz                                    |
| Schnaitseer Straße 2 (Standort) | Wohnstallhaus (Nordflügel des ehemaligen Vierseithofes) | verputzt, mit Bundwerk am Wirtschaftsteil, Mitte 19. Jahrhundert; Bundwerkstadel, Mitte 19. Jahrhundert | D-1-89-133-18 | Wohnstallhaus (Nordflügel des ehemaligen Vierseithofes) |

### Gallertsham
| Lage                      | Objekt                                   | Beschreibung                                                                                     | Akten-Nr.     | Bild       |
| ------------------------- | ---------------------------------------- | ------------------------------------------------------------------------------------------------ | ------------- | ---------- |
| Gallertsham 1 (Standort)  | Stattlicher lang gestreckter Einfirsthof | Wohnteil verputzt, Obergeschoss des Wirtschaftsteils mit reichem Bundwerk, Mitte 19. Jahrhundert | D-1-89-133-20 | BW         |
| In Gallertsham (Standort) | Wegkapelle                               | wohl 1. Hälfte 19. Jahrhundert; mit Ausstattung; südöstlich des Ortes.                           | D-1-89-133-19 | Wegkapelle |

### Großbergham
| Lage                          | Objekt            | Beschreibung                                                                                              | Akten-Nr.     | Bild              |
| ----------------------------- | ----------------- | --- | ------------- | ----------------- |
| Großbergham 41 (Standort)     | Bildstock         | sogenannte Pestsäule, mit Laterne und Dachaufsatz, 16. Jahrhundert; gegenüber Abzweigung nach Pittenhart. | D-1-89-133-24 | Bildstock         |
| Landertshamer Feld (Standort) | Kleine Wegkapelle | 1. Hälfte 19. Jahrhundert; am östlichen Ortsausgang.                                                      | D-1-89-133-25 | Kleine Wegkapelle |

### Grössenberg
| Lage                                       | Objekt                                                                          | Beschreibung | Akten-Nr.     | Bild |
| ------------------------------------------ | ------------------------------------------------------------------------------- | --- | ------------- | ---- |
| Grössenberg 1 (Standort)                   | Kleine Kapelle                                                                  | 19. Jahrhundert, mit Ausstattung; an der Hauptstraße. | D-1-89-133-21 | BW   |
| Grössenberg 1 (Standort)                   | Wirtschaftsteil des stattlichen Einfirsthofes mit reichem Bundwerk-Obergeschoss | bezeichnet 1857 | D-1-89-133-22 | BW   |
| Grössenberg 2; Nähe Grössenberg (Standort) | Wohnstallhaus (Nordflügel des ehemaligen Vierseithof)                           | mit geschnitzten Türen, rückwärts reiches Traufbundwerk, bezeichnet 1842; Hoftor an der Südostecke, bezeichnet 1842; Stadel (Südflügel), massiv und reiches Bundwerk, wohl 1842; Schafstall (Ostflügel) mit Bundwerk-Obergeschoss, wohl 1842; Backofenhäuschen, 1818. | D-1-89-133-23 | BW   |

### Großornach
| Lage                    | Objekt                                        | Beschreibung                  | Akten-Nr.     | Bild |
| ----------------------- | --------------------------------------------- | ----------------------------- | ------------- | ---- |
| Großornach 6 (Standort) | Bundwerkstadel (Nordflügel des Dreiseithofes) | bezeichnet am Gitterbund 1860 | D-1-89-133-26 | BW   |

### Grub
| Lage              | Objekt                                                          | Beschreibung          | Akten-Nr.     | Bild |
| ----------------- | --------------------------------------------------------------- | --------------------- | ------------- | ---- |
| Grub 1 (Standort) | Bundwerk am Wirtschaftsteil des Bauernhauses und am Stallstadel | Mitte 19. Jahrhundert | D-1-89-133-27 | BW   |

### Haiming
| Lage                  | Objekt                            | Beschreibung                                                       | Akten-Nr.     | Bild |
| --------------------- | --------------------------------- | ------------------------------------------------------------------ | ------------- | ---- |
| Haiming 12 (Standort) | Stattliches ehemaliges Bauernhaus | zweigeschossig mit Stichbogenfenstern und Putzgliederung, um 1870. | D-1-89-133-67 | BW   |
| Haiming 15 (Standort) | Kapelle                           | neugotisch, mit Dachreiter, erbaut 1861; mit Ausstattung           | D-1-89-133-28 | BW   |

### Ilzham
| Lage                      | Objekt                                              | Beschreibung | Akten-Nr.     | Bild           |
| ------------------------- | --------------------------------------------------- | --- | ------------- | -------------- |
| Haiminger Feld (Standort) | Kapelle                                             | erbaut 1705; mit Ausstattung; östlich des Ortes.                                                                | D-1-89-133-35 | weitere Bilder |
| Ilzham 2 b (Standort)     | Blockbau-Obergeschoss eines ehemaligen Bauernhauses | 2. Hälfte 18. Jahrhundert; 1981 aus Seppenberg (Gde. Schnaitsee) transferiert und in Wohnhausneubau integriert. | D-1-89-133-31 | BW             |
| Ilzham 4 (Standort)       | Bauernhaus                                          | Mittertennbau mit Blockbau-Obergeschoss, 2. Hälfte 17. Jahrhundert                                              | D-1-89-133-32 | BW             |
| Ilzham 4 a (Standort)     | Ehemaliges Bauernhaus                               | um 1975 modern aufgestellt, mit Blockbau-Obergeschoss, 2. Hälfte 18. Jahrhundert                                | D-1-89-133-33 | BW             |
| In Ilzham (Standort)      | Kapelle                                             | in neuromanisch-neugotischen Formen, mit Dachreiter, erbaut 1887; mit Ausstattung                               | D-1-89-133-34 | Kapelle        |

### Kafterbaum
| Lage                        | Objekt     | Beschreibung                                         | Akten-Nr.     | Bild |
| --------------------------- | ---------- | ---------------------------------------------------- | ------------- | ---- |
| Gattenhamer Feld (Standort) | Wegkapelle | am Gitter bezeichnet 1882; nördlich am Straßenkreuz. | D-1-89-133-37 | BW   |

### Kleinornach
| Lage                     | Objekt     | Beschreibung                                                                     | Akten-Nr.     | Bild |
| ------------------------ | ---------- | -------------------------------------------------------------------------------- | ------------- | ---- |
| Kleinornach 3 (Standort) | Bauernhaus | Einfirstanlage, Wohnteil verputzt, am Wirtschaftsteil Bundwerk, bezeichnet 1820. | D-1-89-133-39 | BW   |

### Landertsham
| Lage                     | Objekt                     | Beschreibung                                                                                                  | Akten-Nr.     | Bild                       |
| ------------------------ | -------------------------- | --- | ------------- | -------------------------- |
| Landertsham 1 (Standort) | Zugehöriger Bundwerkstadel | 1. Hälfte 19. Jahrhundert                                                                                     | D-1-89-133-40 | Zugehöriger Bundwerkstadel |
| Landertsham 3 (Standort) | Bundwerkstadel             | bezeichnet 1841, mit bemalten Pfettenköpfen und Bretten; 1981 aus Wölkham (Gemeinde Engelsberg) transferiert. | D-1-89-133-41 | BW                         |

### Lindach
| Lage                            | Objekt       | Beschreibung                                                                  | Akten-Nr.     | Bild |
| ------------------------------- | ------------ | ----------------------------------------------------------------------------- | ------------- | ---- |
| Lindach 1; Lindach 2 (Standort) | Votivkapelle | sogenannte Baierl-Kapelle, hohe Rundbogennische, erbaut 1732; mit Ausstattung | D-1-89-133-42 | BW   |

### Oberpirach
| Lage                    | Objekt     | Beschreibung                                                                              | Akten-Nr.     | Bild       |
| ----------------------- | ---------- | ----------------------------------------------------------------------------------------- | ------------- | ---------- |
| Oberpirach 2 (Standort) | Bauernhaus | Einfirstanlage, Wohnteil verputzt, Wirtschaftsteil mit Bundwerk, bezeichnet 1844.         | D-1-89-133-43 | Bauernhaus |
| Oberpirach 2 (Standort) | Kapelle    | Mitte 19. Jahrhundert, grundlegend erneuert 2000; mit Ausstattung; südlich an der Straße. | D-1-89-133-44 | Kapelle    |

### Pfaffing
| Lage                            | Objekt               | Beschreibung | Akten-Nr.     | Bild                 |
| ------------------------------- | -------------------- | --- | ------------- | -------------------- |
| Kienberger Straße 40 (Standort) | Ehemaliges Pfarrhaus | zweigeschossiger Satteldachbau mit Ecklisenen und Gesimsgliederung, im Sprenggiebel des Hauptportals bezeichnet 1717. | D-1-89-133-45 | Ehemaliges Pfarrhaus |
| Seestraße 2 (Standort)          | Ortnerhof            | sehr stattliche, geschlossene Vierseitanlage, Außenfronten mit reichen historisierenden Gliederungen, 1880–86.        | D-1-89-133-46 | Ortnerhof            |

### Reit
| Lage              | Objekt                              | Beschreibung          | Akten-Nr.     | Bild |
| ----------------- | ----------------------------------- | --------------------- | ------------- | ---- |
| Reit 1 (Standort) | Zugehörig ehemaliger Bundwerkstadel | Mitte 19. Jahrhundert | D-1-89-133-47 | BW   |

### Roitham
| Lage                    | Objekt    | Beschreibung                                             | Akten-Nr.     | Bild |
| ----------------------- | --------- | -------------------------------------------------------- | ------------- | ---- |
| Flur Roitham (Standort) | Bildstock | Granit, bezeichnet 1634.                                 | D-1-89-133-49 | BW   |
| Flur Roitham (Standort) | Kapelle   | neugotisch, mit Dachreiter, erbaut 1890; mit Ausstattung | D-1-89-133-50 | BW   |

### Rumersham
| Lage                   | Objekt     | Beschreibung                                                             | Akten-Nr.     | Bild |
| ---------------------- | ---------- | ------------------------------------------------------------------------ | ------------- | ---- |
| Rumersham 5 (Standort) | Bauernhaus | Einfirstanlage, Wohnteil mit Blockbau-Obergeschoss, 17. /18. Jahrhundert | D-1-89-133-51 | BW   |

### Schabing
| Lage                  | Objekt                                      | Beschreibung                                                                                     | Akten-Nr.     | Bild |
| --------------------- | ------------------------------------------- | ------------------------------------------------------------------------------------------------ | ------------- | ---- |
| Schabing 1 (Standort) | Wohnstallhaus (Nordflügel des Vierseithofs) | zweieinhalbgeschossig, mit Fassadengliederungen in historisierenden Formen, Ende 19. Jahrhundert | D-1-89-133-53 | BW   |

### Schalkham
| Lage                    | Objekt                                                   | Beschreibung                                                                     | Akten-Nr.     | Bild |
| ----------------------- | -------------------------------------------------------- | -------------------------------------------------------------------------------- | ------------- | ---- |
| Schalkham 1 (Standort)  | Hofkapelle                                               | kleiner Satteldachbau mit polygonalem Chor und Dachreiter, 1863; mit Ausstattung | D-1-89-133-54 | BW   |
| Schalkham 5 (Standort)  | Ehemaliges Bauernhaus                                    | mit Blockbau-Obergeschoss, bezeichnet 1646.                                      | D-1-89-133-55 | BW   |
| Schalkham 13 (Standort) | Blockbau-Obergeschoss eines ehemaligen Kleinbauernhauses | bezeichnet 1676; transferiert 1983 aus Laufing, Stadt Tittmoning.                | D-1-89-133-68 | BW   |

### Schlaipfering
| Lage                          | Objekt      | Beschreibung | Akten-Nr.     | Bild |
| ----------------------------- | ----------- | --- | ------------- | ---- |
| Nähe Schlaipfering (Standort) | Wegkapelle  | 19. Jahrhundert | D-1-89-133-57 | BW   |
| Schlaipfering 2 (Standort)    | Vierseithof | Wohnstallhaus (Nordflügel), mit Blockbau-Obergeschoss, bezeichnet 1799, und reich profilierten, bemalten Pfettenköpfen, Bundwerk am Heuboden, Mitte 19. Jahrhundert; Stadel (Südflügel) mit Bundwerk über Klaubstein-Erdgeschoss, Mitte 19. Jahrhundert, und eingebautem Getreidekasten des 17./18. Jahrhundert; Stallstadel (Ostflügel), mit Bundwerk-Obergeschoss, Mitte 19. Jahrhundert; Hütte (Westflügel) mit Bundwerk-Obergeschoss, spätes 18. Jahrhundert; frei stehendes Backhäusl, Mitte 19. Jahrhundert | D-1-89-133-58 | BW   |

### Stockham
| Lage                   | Objekt                                               | Beschreibung | Akten-Nr.     | Bild |
| ---------------------- | ---------------------------------------------------- | --- | ------------- | ---- |
| Stockham 2 (Standort)  | Bauernhaus (Nordflügel des ehemaligen Vierseithofes) | Wohnstallbau mit Blockbau-Obergeschoss, bezeichnet 1755; Stallstadel (Ostflügel) mit Bundwerk-Obergeschoss, 1. Hälfte 19. Jahrhundert | D-1-89-133-60 | BW   |
| Stockham 6 (Standort)  | Hofkapelle                                           | mit Dachreiter, bezeichnet 1830; mit Ausstattung                                                                                      | D-1-89-133-59 | BW   |
| Stockham 15 (Standort) | Bundwerkstadel (Südflügel des Dreiseithofes)         | eintennig, um 1860; „Hütte“ (Westflügel), mit Getreidekasten, bezeichnet 1862, und Bundwerk im Obergeschoss.                          | D-1-89-133-72 | BW   |

### Thalham
| Lage                  | Objekt                                       | Beschreibung                                                                              | Akten-Nr.     | Bild                                         |
| --------------------- | -------------------------------------------- | ----------------------------------------------------------------------------------------- | ------------- | -------------------------------------------- |
| In Thalham (Standort) | Feldkapelle                                  | mit Zeltdach, 1. Hälfte 19. Jahrhundert; südöstlich der beiden Höfe.                      | D-1-89-133-64 | Feldkapelle                                  |
| Thalham 1 (Standort)  | Bundwerk am Wirtschaftsteil des Bauernhauses | Mitte 19. Jahrhundert; Sühnestein mit Kreuzrelief, spätmittelalterlich; beim Bauernhaus.  | D-1-89-133-62 | Bundwerk am Wirtschaftsteil des Bauernhauses |
| Thalham 2 (Standort)  | Wirtschaftsteil des Bauernhauses             | mit Bundwerk-Obergeschoss und Gitterbundwerkstreifen über dem Tennentor, bezeichnet 1872. | D-1-89-133-63 | Wirtschaftsteil des Bauernhauses             |

### Unterpirach
| Lage                     | Objekt                                                 | Beschreibung | Akten-Nr.     | Bild                                                   |
| ------------------------ | ------------------------------------------------------ | --- | ------------- | ------------------------------------------------------ |
| Unterpirach 5 (Standort) | Blockbau-Obergeschoss eines ehemaligen Wohnstallhauses | mit Hochlaube, am Giebel bezeichnet 1714; 1997–99 von anderer Stelle im Ort hierher transferiert und über nachgebildetem massivem Erdgeschoss wieder errichtet. | D-1-89-133-65 | Blockbau-Obergeschoss eines ehemaligen Wohnstallhauses |

### Waldhaiming
| Lage                     | Objekt            | Beschreibung                     | Akten-Nr.     | Bild |
| ------------------------ | ----------------- | -------------------------------- | ------------- | ---- |
| Waldhaiming 7 (Standort) | Zugehörig Kapelle | bezeichnet 1889; mit Ausstattung | D-1-89-133-66 | BW   |